# Viktor Gjurkovečki
Viktor Gjurkovečki (Zagreb, 8. prosinca 1857. – San Francisco, prosinca 1938.), hrvatski liječnik i javni djelatnik u hrvatskom iseljeništvu

## Životopis
Rođen u Zagrebu. U Zagrebu završio gimnaziju. U Beču je studirao medicinu 1881. i usavršio pedijatriju. Vratio se u Zagreb gdje je radio kao vojni, praktični i sudski liječnik i vještak. Zalagao se za to da se dojenčad hrani na prsima, za to da se liječe i mliječne zube te poštuje individualnost djeteta u odgoju. Član Zemaljskoga zdravstvenog vijeća.
U Zagrebu je objavio Zdravoslovje djeteta 1881. godine. Godine 1883. preveo se s francuskog po Delpech-u i u Zagrebu objavio Prvi znaci priljepčivih bolesti pojavljajućih se kod školske djece : za porabu župnikom, učiteljem i roditeljem.
U Zagrebu je bio prvi glavni urednik Liječničkog vjesnika. Uređivao ga je 1885. Poslije Gjurkovečkog Vjesnik uređuje Antun Lobmayer.
Emigrirao je 1890. u SAD. Djelovao pod imenom Victor G. Vecki. Radio je u San Joséu, potom u San Franciscu. Bavio se bavio urologijom, venerologijom i seksologijom. Osobito se bavio patologijom i liječenjem muške spolne nemoći. Također se bavio zdravstvenim temama prevencijom preranog starenja, temom alkohola i prohibicije i važnošću preventivne medicine.
Obnašao visoke dužnosti u američkim liječničkim organizacijama. Preko dva desetljeća delegat Kalifornijskoga liječničkog društva u Američkom medicinskom društvu. Predsjedavao urološkim odjelom Kalifornijskoga liječničkog društva. Pisao za Pacific Medical Journal iz San Francisca.
Bio je jedan od najuglednijih hrvatskih iseljenika u Americi, koji se također isticao u nacionalno-političkom i društveno-prosvjetnom radu. Zauzimao se za suradnju iseljenika iz slavenskih zemalja. Djelovao u društvu Hrvatska sveza na Pacifiku te bio odbornik u češkom klubu.
Bavio se i beletrističkim radom. U Bostonu je 1931. objavio zbirku novela.